# Pierre Desassis
Pierre Desassis (* 6. Dezember 1984 in Nancy) ist ein französischer Saxophonist.

## Leben
Pierre Desassis erhielt ab einem Alter von zehn Jahren an der École des Musiques Actuelles in Nancy Saxophonunterricht. 2001 begann er sein Studium an der Jazzabteilung des Conservatoire National de Région in Metz. Seine Lehrer dort waren Éric Barret, Mario Stantchev und Jean Gobinet. 2003 erhielt er sein CFEM (Certificat de Fin d'Études Musicales) und wurde dabei als „très bien“ beurteilt, 2004 erhielt er eine Goldmedaille für sein Saxophonspiel.
Desassis unterrichtete kurzfristig an der École des Musiques Actuelles in Nancy und ging anschließend, im Juni und Juli 2005, mit der Gruppe Present auf eine Tournee mit Stationen in Europa, den Vereinigten Staaten und Kanada. Im September 2005 schloss er sich dem Jazzorchester der französischen Luftwaffe unter der Leitung von Stan Laferrière an.
Er hat unter anderem mit The Amazing Keystone Big Band, Cyril Dumeaux und der Ben Toury Corporation gespielt.